# 克里斯·拜克
克里斯·拜克（Chris Back，1950年2月11日—）是一位澳洲政治人物，他的黨籍是澳洲自由黨。自2009年至2017年，他是代表西澳大利亞州的澳大利亞參議院議員之一。他出生在伯斯。